# Bisbat de Pàmies, Coserans i Mirapeis

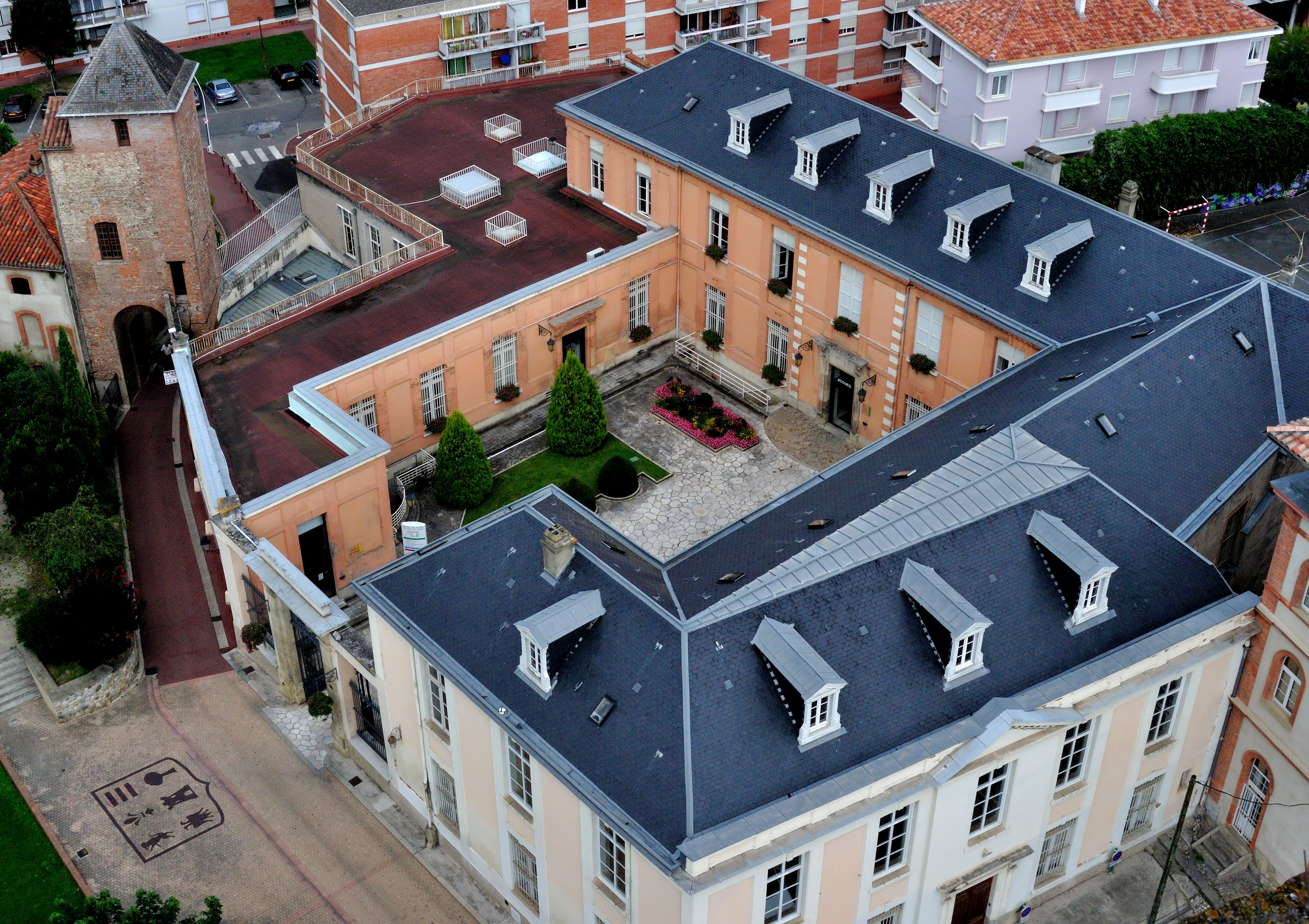
L'antic palau episcopal de Pàmies, vist des del campanar de la catedral, i avui seu de l'ajuntament.

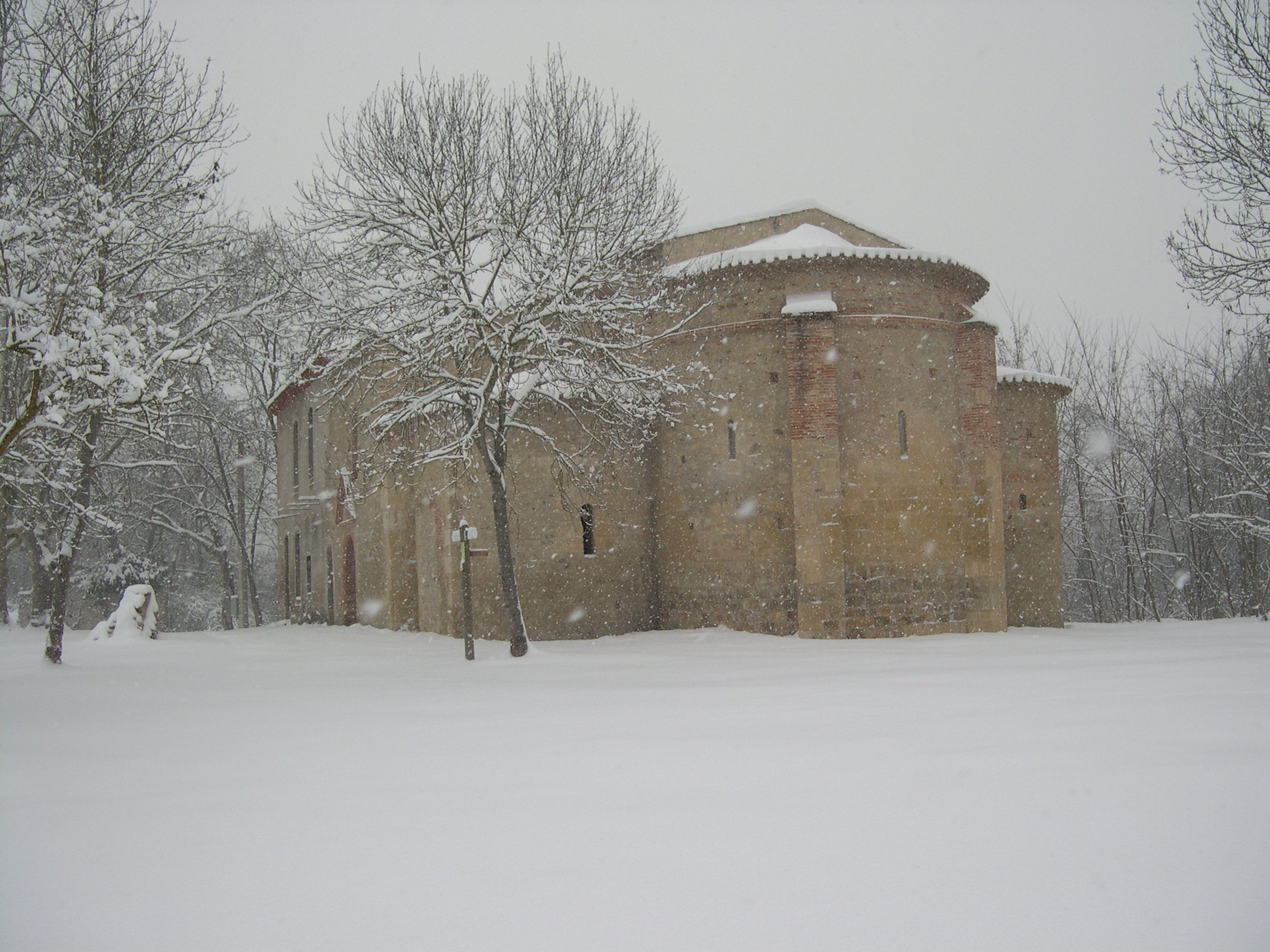
L'abadia di Cailloup, edificada a la primera meitat del.

El bisbat de Pàmies, Coserans i Mirapeis (francès: Diocèse de Pàmies, Couserans et Mirepoix; llatí: Dioecesis Apamiensis-Conseranensis-Mirapicensis) és una seu de l'Església Catòlica a França, sufragània de l'arquebisbat de Tolosa. Al 2013 tenia 107.400 batejats sobre 154.546 habitants. Actualment està regida pel bisbe Jean-Marc Eychenne.

## Territori
La diòcesi comprèn els departaments francesos de l'Arieja, llevat del cantó de Queragut.
La seu episcopal és la ciutat de Pàmies, on es troba la catedral de Sant Antoní. A Mirapeis i a Sent Líser es troben les cocatedrals dedicades a Sant Maurici i a Sant Liceri, respectivament.
El territori s'estén sobre 4.903 km², i està dividit en 304 parròquies, agrupades en 5 deganats: Foix, Pàmies, Alto Ariège, Pays d'Olmes-Mirepoix i Couserans.

## Història
La diòcesi va ser erigida el 23 de juliol de 1295 mitjançant la butlla Romanus Pontifex del Papa Bonifaci VIII, prenent el territori de la bisbat de Tolosa. Inicialment era sufragània de l'arquebisbat de Carcassona.
La primitiva seu episcopal era l'abadia de Sant Anton, a Pàmies, els orígens de la qual són ignots, però que hi ha testimonis ja al segle x. Allà es conservaven les relíquies de sant Antoní. El primer bisbe de la diòcesi va ser Bernard Saisset, el darrer abat de Sant Antonino, que no va poder prendre possessió de la seu fins al 1297.
En un origen la diòcesi era molt vasta i això suscità les queixes de l'arquebisbe de Tolosa. El Papa Climent V, mitjançant la butlla Iustitia et pax del 3 d'agost de 1308, reduí en dos terços el territori diocesà primitiu.
El bisbe Jacques Fournier, futur Papa Benet XII, instituí el tribunal diocesà de la Inquisició, que va estar actiu entre 1318 i 1325, per combatre amb les darreres restes de l'heretgia del catarisme.
Cap a finals del segle XV la catedral  diocesana va ser traslladada de l'abadia de Sant Antón a l'església de Santa Maria del Mercadal, a l'interior de la ciutat, que va ser dedicada a sant Antoní.
Al 1557 el bisbe Jean de Barbançon dimití i es convertí al calvinisme, que el seu successor, Robert de Pellevé, intentà combatre amb l'auxili dels jesuïtes. Encara la ciutat va romandre en mans dels calvinistes fins al 1628, quan va ser conquerida per la força de les tropes reials.
L'obra de reconstrucció moral, espiritual i material de la ciutat, després de la destrucció protestant, es degué sobretot al bisbe François-Etienne de Caulet, qui emprengué una sèrie de visites pastorals i de sínodes diocesans, i instituí les conférences per a la instrucció del clergat i dels fidels. En aquest període, a més, Pàmies esdevingué un centre de sosteniment de les idees jansenistes i gal·licanes, gràcies sobretot als seus bisbes, entre els quals està el mateix Caulet i el seu successor Jean-Baptiste de Verthamon. És en aquest context que dos bisbes, François d'Anglure de Bourlemont i François de Camps, nomenats pel rei, no van obtenir la butlla de nomenament per part del Papa.
Al 1789 el bisbe Charles-César-Louis d'Agoult de Bonneval hagué de fugir a Suïssa a causa de la Revolució. Posteriorment recalà a Anglaterra.
Després del concordat amb la butlla Qui Christi Domini del Papa Pius VII del 29 de novembre de 1801 la diòcesi va ser suprimida, i el seu territori va ser incorporat al de l'arxidiòcesi de Tolosa. Al 1817 va tenir lloc un primer intent de restaurar la diòcesi, tot i que no va arribar a bon port. El 6 d'octubre de 1822 la diòcesi va quedar definitivament restablerta amb la butlla Paternae charitatis del mateix Pius VII, prenent el territori de l'arxidiòcesi de Tolosa.
Des de l'11 de març de 1910 es concedí als bisbes de Pàmies portar els títols de les diòcesis suprimides de Mirapeis i de Cosserans.
El 16 d'octubre de 2016, en el context de l'any de la Misericòrdia promogut pel Papa Francesc, el bisbe Jean-Marc Eychenne demanà perdó pels crims comesos contra els càtars al segle xiii, més específicament per les matances que van tenir lloc a la seva diòcesi i, sobretot, per les execucions del 1244 a Montsegur, últim reducte de resistència contra els francesos i el papa.

## Cronologia episcopal
- Bernard Saisset, O.S.B. † (23 de juliol de 1295 - 1312 mort)
- Pilfort de Rabastens, O.S.B. † (17 de gener de 1312 - 16 de març de 1317 nomenat bisbe de Lleó)

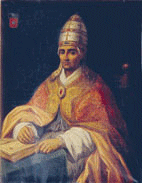
Jacques Fournier

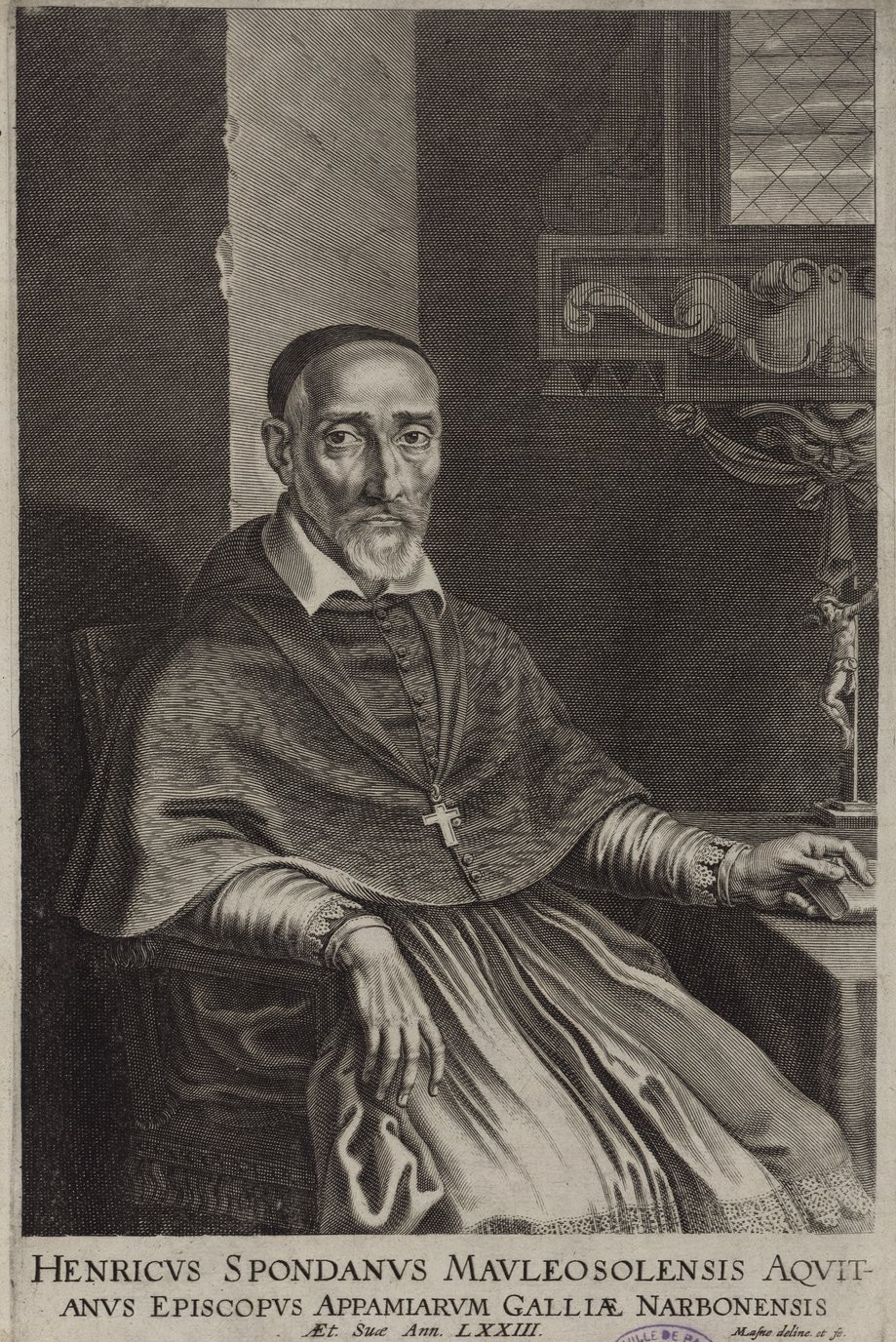
Henri de Sponde

- Jaume Fornièr, O.Cist. † (19 de març de 1317 - 3 de març de 1326 nomenat bisbe de Mirepoix, posteriorment elegit papa amb el nom de Benet XII)
- Dominique Grenier, O.P. † (3 de març de 1326 - vers 1347 mort)
- Arnau de Vilamur, C.R.S.A. † (13 de febrer de 1348 - 17 de desembre de 1350 renuncià)
- Guillaume † (4 de gener de 1351 - ? mort)
- Guillaume d'Espagne, O.S.B. † (4 de febrer de 1366 - 6 de juny de 1371 nomenat bisbe de Comminges)
- Raymond d'Accone, O.E.S.A. † (6 de juny de 1371 - finals d'octubre de 1379 mort)
- Bertrand d'Ornésan † (13 de març de 1380 - finals il 1422 mort)
- Jean de Forto † (20 de setembre de 1424 - 15 de desembre de 1430 nomenat bisbe de Tarba)
- Gérard de La Bricoigne, O.Cist. † (20 de desembre de 1430 - 16 d'abril de 1434 nomenat bisbe de Saint-Pons-de-Thomières)
- Jean Mellini † (16 d'abril de 1434 - finals il 29 d'abril de 1460 mort)
- Barthélemy d'Artiguelouve † (11 d'abril de 1461 - 1467 mort)
- Paschal Dufour † (2 de setembre de 1467 - 29 de gener de 1483 mort)
- Pierre de Castelbajac † (19 d'octubre de 1487 - 1497 mort)
- Mathieu d'Artiguelouve † (21 de maig de 1498 - vers 1514 mort)[6]
  - Amanieu d'Albret † (15 de maig de 1514 - 18 d'agost de 1514 renuncià) (administrador apostòlic)
- Charles de Gramont, O.S.A. † (18 d'agost de 1514 - 25 de juny de 1515 nomenat bisbe de Couserans)
  - Amanieu d'Albret † (25 de juny de 1515 - 20 de desembre de 1520 mort) (administrador apostòlic, per segonda vegada)
- Jean Dupin † (27 de desembre de 1520 - 22 de desembre de 1522 nomenat bisbe de Rieux)
- Bertrand de Lordat † (14 de setembre de 1524 - finals de 1538 renuncià)
- Jean de Barbançon † (8 d'agost de 1544 - ? renuncià)
- Robert de Pellevé † (15 de desembre de 1553 - 1579 mort)
- Bertrand du Perron † (4 de maig de 1583 - 5 de juny de 1605 mort)
- Joseph d'Esparbès de Lussan † (19 de desembre de 1605 - 5 de desembre de 1625 mort)
- Henri de Sponde † (20 de juliol de 1626 - 25 de febrer de 1641 renuncià)
- Jean de Sponde † (25 de febrer de 1641 succeduto - 31 de març de 1643 mort)
  - François Bosquet † (1643 - 1643 renuncià) (bisbe electe)
- François-Etienne de Caulet † (16 de gener de 1645 - 7 d'agost de 1680 mort)
  - François d'Anglure de Bourlemont † (1680 - 1685) (bisbe elegit el 1680 pel rei però no pas confirmat pel Papa, renuncià el 1685)
  - François de Camps † (1685 - 1693) (bisbe electe)
- Jean-Baptiste de Verthamon † (9 de novembre de 1693 - 20 de març de 1735 mort)
- François-Barthélemi de Salignac de La Mothe-Fénelon † (19 de desembre de 1735 - 16 de juny de 1741 mort)
- Henri-Gaston de Lévis-Leran † (20 de desembre de 1741 – 28 de gener de 1787 mort)
- Charles-César-Louis d'Agoult de Bonneval † (23 d'abril de 1787 - 29 de novembre de 1801 renuncià)
  - Seu suprimda (1801-1822)
- Louis-Charles-François de La Tour-Landorte † (16 de maig de 1823 - 11 de gener de 1835 mort)
- Gervais-Marie-Joseph Ortric † (24 de juliol de 1835 - 12 de novembre de 1845 mort)
- Guy-Louis-Jean-Marie Alouvry † (16 d'abril de 1846 - 8 de març de 1856 renuncià)
- Jean-François-Augustin Galtier † (16 de juny de 1856 - 29 de juny de 1858 mort)
- Jean-Antoine-Auguste Bélaval † (27 de setembre de 1858 - 4 de febrer de 1881 mort)
- Pierre-Eugène Rougerie † (13 de maig de 1881 - 20 de febrer de 1907 mort)
- Martin-Jérôme Izart † (31 de maig de 1907 - 9 de maig de 1916 nomenat arquebisbe de Bourges)
- Pierre Marceillac † (19 d'agost de 1916 - 10 de juny de 1947 mort)
- Félix Guiller † (29 de setembre de 1947 - 10 d'abril de 1961 renuncià)
- Maurice-Mathieu-Louis Rigaud † (18 de setembre de 1961 - 16 d'abril de 1968 nomenat arquebisbe d'Auch)
- Henri Lugagne-Delpon † (31 de maig de 1968 - 15 de desembre de 1970 mort)
- Léon-Raymond Soulier (22 de juny de 1971 - 9 de juliol de 1987 nomenat bisbe coadjutor de Llemotges)
- Albert-Marie Joseph Cyrille de Monléon, O.P. (5 d'agost de 1988 - 17 d'agost de 1999 nomenat bisbe de Meaux)
- Marcel Germain Perrier (16 de maig de 2000 - 24 de juny de 2008 jubilat)
- Philippe Mousset (8 de gener de 2009 - 18 de juny de 2014 nomenat bisbe de Périgús)
- Jean-Marc Eychenne (des del 17 de desembre de 2014)

## Estadístiques
A finals del 2013, la diòcesi tenia 107.400 batejats sobre una població de 154.546 persones, equivalent al 69,5% del total.
| any  | població | població | població | sacerdots | sacerdots       | sacerdots       | sacerdots             | diaques | religiosos | religiosos | parròquies |
| ---- | -------- | -------- | -------- | --------- | --------------- | --------------- | --------------------- | ------- | ---------- | ---------- | ---------- |
| any  | batejats | total    | %        | total     | clergat secular | clergat regular | batejats por sacerdot | diaques | homes      | dones      |            |
| 1950 | 141.160  | 145.956  | 96,7     | 202       | 202             |                 | 698                   |         |            | 19         | 343        |
| 1970 | 130.000  | 138.400  | 93,9     | 145       | 144             | 1               | 896                   |         | 1          | 118        | 335        |
| 1980 | 131.400  | 139.500  | 94,2     | 109       | 99              | 10              | 1.205                 | 1       | 10         | 100        | 303        |
| 1990 | 130.000  | 135.000  | 96,3     | 91        | 83              | 8               | 1.428                 | 3       | 16         | 93         | 304        |
| 1999 | 100.000  | 138.000  | 72,5     | 68        | 64              | 4               | 1.470                 | 6       | 8          | 97         | 313        |
| 2000 | 100.000  | 136.500  | 73,3     | 63        | 60              | 3               | 1.587                 | 6       | 4          | 124        | 313        |
| 2001 | 100.000  | 138.500  | 72,2     | 59        | 57              | 2               | 1.694                 | 6       | 2          | 115        | 313        |
| 2002 | 99.500   | 137.200  | 72,5     | 59        | 57              | 2               | 1.686                 | 7       | 2          | 111        | 313        |
| 2003 | 99.500   | 137.200  | 72,5     | 61        | 58              | 3               | 1.631                 | 7       | 3          | 110        | 313        |
| 2004 | 99.350   | 138.500  | 71,7     | 59        | 56              | 3               | 1.683                 | 9       | 3          | 103        | 313        |
| 2013 | 107.400  | 154.546  | 69,5     | 46        | 42              | 4               | 2.334                 | 13      | 4          | 76         | 304        |